# Plagiomimicus laverna
Plagiomimicus laverna là một loài bướm đêm trong họ Noctuidae.